# Rzeczniów (gemeente)
De gemeente Rzeczniów is een landgemeente in het Poolse woiwodschap Mazovië, in powiat Lipski.
De zetel van de gemeente is in Rzeczniów.
Op 30 juni 2004 telde de gemeente 4791 inwoners.

## Oppervlakte gegevens
In 2002 bedroeg de totale oppervlakte van gemeente Rzeczniów 103,69 km², waarvan:
- agrarisch gebied: 80%
- bossen: 15%

De gemeente beslaat 13,87% van de totale oppervlakte van de powiat.

## Demografie
Stand op 30 juni 2004:
| Omschrijving                   | Totaal | Totaal | Vrouwen | Vrouwen | Mannen | Mannen |
| ------------------------------ | ------ | ------ | ------- | ------- | ------ | ------ |
| eenheid                        | aantal | %      | aantal  | %       | aantal | %      |
| inwoners                       | 4791   | 100    | 2407    | 50,2    | 2384   | 49,8   |
| bevolkingsdichtheid (inw./km²) | 46,2   | 46,2   | 23,2    | 23,2    | 23     | 23     |

In 2002 bedroeg het gemiddelde inkomen per inwoner 1245,44 zł.

## Plaatsen
Ciecierówka, Dubrawa, Grabowiec, Grechów, Jelanka, Kotłowacz, Marianów, Michałów, Osinki, Pasztowa Wola, Pasztowa Wola-Kolonia, Pawliczka, Płósy, Podkońce, Rzechów-Kolonia, Stary Rzechów, Rzeczniów, Rzeczniów-Kolonia, Rzeczniówek, Rybiczyzna, Wincentów, Wólka Modrzejowa, Wólka Modrzejowa-Kolonia, Zawały.

## Aangrenzende gemeenten
Brody, Ciepielów, Iłża, Sienno